# Balatonalmádi
Het stadje Balatonalmádi ligt in Hongarije, in het Veszprém comitaat. Het ligt aan de noordoostkant van het Balatonmeer en op 13 km ten zuidoosten van de stad Veszprém.
Dit stadje is zeer gunstig gelegen. Zomerhuizen en villa's liggen amfitheaterwijs tegen de 200 tot 260 meter hoge heuvels gebouwd. Het plaatsje is na Balatonfüred en Keszthely, de derde grote badplaats aan het meer. Het meest opvallende gebouw is het twaalf verdiepingen hoge hotel, vroeger Aurora geheten, thans hotel Ramada. De vlakbijgelegen Kakas-Csárda is in Hongaarse folklorestijl ingericht. Vanaf het hotel leidt een loopbrug over de straat naar het park en het strand. In de buurt van de haven staan in een park de beelden van nationale historische grootheden als Sándor Petőfi en Lajos Kossuth.
Vörösberény is met Balatonalmádi samengegroeid. Er is een rooms-katholieke kerk in barokstijl. Vanuit deze oostelijk gelegen plaatsen aan het meer ziet men de waterhorizon van het meer, net als de zee.